# Herby Stare
Herby Stare – stacja kolejowa w Herbach, w województwie śląskim, w Polsce. Na stacji zatrzymują się wyłącznie pociągi osobowe Kolei Śląskich.

## Ruch pasażerski
| Rok  | Wymiana pasażerska na dobę |
| ---- | -------------------------- |
| 2017 | 10-19                      |
| 2022 | 50-99                      |

## Historia
Pomysł budowy stacji w Herbach powstał wkrótce po wybudowaniu Drogi Żelazno Warszawsko-Wiedeńskiej z Warszawy do Sosnowca. Akcjonariat Kolei Prawego Brzegu Odry, budującej połączenie Wrocławia z Katowicami, chciał przez połączenie tych dwóch linii skrócić drogę transportu towarów przewożonych przez granicę prusko-rosyjską. W 1854 roku pomysł poparł cesarz Mikołaj I Romanow, ale realizację linii Częstochowa-Herby zablokowali właściciele linii wiedeńskiej, którzy obawiali się spadku dochodów.
Do pomysłu próbowano wrócić w roku 1867, ale bezskutecznie. 1 stycznia 1892 roku oddano natomiast linię łącząca stację Lubliniec z Herbami Pruskimi, którą w październiku 1894 przedłużono do Fosowskiego, co dało połączenie z Opolem. W 1900 roku powstało towarzystwo budujące kolej częstochowsko-herbską, ale z powodu problemów w porozumieniu z władzami DŻWW zdecydowano o budowie wąskotorowej linii kolejowej, niemającej połączenia z linią wiedeńską. Budowę zrealizowano ostatecznie w latach 1901–1903, wtedy też powstał po rosyjskiej stronie granicy dworzec Herby Ruskie.
Połączenie z obu herbskich stacji zbudowano w 1905 roku, gdy do niemieckiej stacji przedłużono linię wąskotorową, a do rosyjskiej normalnotorową. W 1911 roku linia po rosyjskiej stronie granicy została przekuta na szerokotorową z powodu budowy Kolei Herbsko-Kieleckiej, a w czasie okupacji Kongresówki Niemcy przekuli ją ponownie, tym razem na rozstaw normalny.
Po odzyskaniu przez Polskę niepodległości stację nazwano początkowo Herbami Granica, a później Herbami Śląskimi, podczas gdy Herby Ruskie przemianowano na Herby Polskie, a następnie na Herby Stare. W 1940 roku niemiecki okupant wyłączył z eksploatacji Herby Stare i przeniósł tę nazwę na Herby Śląskie, co może obecnie prowadzić do pomyłek przy identyfikacji obu stacji. Ten stan rzeczy utrzymał się do dziś.